# Liste des épisodes d'Alias
Cette page présente la liste des épisodes de la série télévisée Alias.

## Première saison (2001-2002)
1. Agent double (Truth Be Told)
2. Opération « Tonnerre six » (So It Begins...)
3. Meilleures Ennemies (Parity)
4. Cœur brisé (A Broken Heart)
5. Copie conforme (Doppelganger)
6. Véritable Identité (Reckoning)
7. Ciel jaune (Color-Blind)
8. Sale Temps (Time Will Tell)
9. Mea Culpa (Mea Culpa)
10. In extremis (Spirit)
11. Zones d'ombres (The Confession)
12. Jeux dangereux : 1re partie (The Box – Part 1)
13. Jeux dangereux : 2e partie (The Box – Part 2)
14. Poker menteur (The Coup)
15. Page 47 (Page 47)
16. La Prophétie (The Prophecy)
17. Questions-réponses (Q and A)
18. Point faible (Masquerade)
19. Face cachée (Snowman)
20. Mauvaise Posture (The Solution)
21. Rendez-vous (Rendezvous)
22. Danger immédiat (Almost Thirty Years)

## Deuxième saison (2002-2003)
1. Ennemie intime (The Enemy Walks In)
2. Confiance aveugle (Trust Me)
3. Code secret (Cipher)
4. Eaux troubles (Dead Drop)
5. Nouvelle Génération (The Indicator)
6. Haute Trahison (Salvation)
7. Dangereuse Alliance (The Counteragent)
8. Double Jeu : 1re partie (Passage: Part 1)
9. Double Jeu : 2e partie (Passage: Part 2)
10. Désigné coupable (The Abduction)
11. Sables mouvants (A Higher Echelon)
12. Maître-chanteur (The Getaway)
13. Phase 1 (Phase One)
14. Trompe-l'œil (Double Agent)
15. Électron libre (A Free Agent)
16. Jugement dernier (Firebomb)
17. Talon d'Achille (A Dark Turn)
18. Liens sacrés (Truth Takes Time)
19. Roulette russe (Endgame)
20. 48 heures (Countdown)
21. Faux Amis (Second Double)
22. Risque maximum (The Telling)

## Troisième saison (2003-2004)
Elle a été diffusée à partir du 28 septembre 2003.
1. Post mortem (The Two)
2. Monnaie d'échange (Succession)
3. Arme secrète (Reunion)
4. Chaînon manquant (A Missing Link)
5. Black Jack (Repercussions)
6. Noir et Blanc (The Nemesis)
7. Sans issue (Prelude)
8. Volte-face (Breaking Point)
9. Salle 47 (Conscious)
10. Jeux de piste (Remnants)
11. Passé recomposé (Full Disclosure)
12. Ennemi intérieur (Crossings)
13. Nid d'aigle (After Six)
14. Duel masqué (Blowback)
15. Sueurs froides (Facade)
16. Trou noir (Taken)
17. Le Passager (The Frame)
18. « Il Dire » (Unveiled)
19. Compte à rebours (Hourglass)
20. Protocole enfer (Blood Ties)
21. Traque infernale (Legacy)
22. Résurrection (Resurrection)

## Quatrième saison (2005)
Le 11 mai 2004, la série est renouvelée pour une quatrième saison, diffusée à partir du 5 janvier 2005.
1. Jeux d'espions : 1re partie (Authorized Personnel Only: Part 1)
2. Jeux d'espions : 2e partie (Authorized Personnel Only: Part 2)
3. Cruelle Vérité (The Awful Truth)
4. Cryo 5 (Ice)
5. Le Village (Welcome To Liberty Village)
6. Confusion mentale (Nocturne)
7. Thorine noire (Détente)
8. Face à face (Echoes)
9. Dernier Recours (A Man Of His Word)
10. Intime Conviction (The Index)
11. Service commandé (The Road Home)
12. Cicatrices intérieures (The Orphan)
13. Le Fantôme (Tuesday)
14. Contre-missions (Nightingale)
15. Haute Voltige (Pandora)
16. Sloane et Sloane (Another Mister Sloane)
17. En sursis (A Clean Conscience)
18. Rêve empoisonné (Mirage)
19. L'Orchidée sauvage (In Dreams)
20. De Charybde… (The Descent)
21. En Scylla… (Search And Rescue)
22. Il Diluvio (Before The Flood)

## Cinquième saison (2005-2006)
Le 5 avril 2005, la série est renouvelée pour une cinquième et dernière saison, diffusée à partir du 29 septembre 2005.
1. Prophète 5 (Prophet Five)
2. Sans scrupule (…1...)
3. Dans l'ombre (The Shed)
4. En péril (Mockingbird)
5. À l'air libre (Out of the Box)
6. En solo (Solo)
7. Fait accompli (Fait Accompli)
8. Amour mortel (Bob)
9. L'Horizon (The Horizon)
10. Portée disparue (S.O.S)
11. Instinct maternel (Maternal Instinct)
12. L'Élue (There is Only One Sydney Bristow)
13. 30 secondes (30 seconds)
14. Sixième sens (I See Dead People)
15. Sans rancune (No Hard Feelings)
16. Le Dernier Élément (Reprisal)
17. Un sentiment d'éternité (All the Time in the World)